# Gouverneur des Invalides
Ne doit pas être confondu avec Gouverneur militaire de Paris.
Le gouverneur des Invalides est une personnalité militaire française, nommée par le gouvernement pour diriger l'institution de l'hôtel des Invalides à Paris.

## Histoire
À partir de sa création, l'hôtel des Invalides est dirigé par des gouverneurs jusqu'en 1792. Un conseil général d'administration assure la direction de l'institution de 1793 à 1796. Depuis, celle-ci est exercée successivement par :
- de 1796 à 1803 : des commandants ;
- de 1803 à 1871 : des gouverneurs ;
- de 1871 à 1941 : des commandants ;
- depuis 1941 : des gouverneurs.

## Attributions
La fonction est assurée par un officier général nommé pour cinq ans par le président de la République sur proposition du Conseil des ministres. Ses attributions sont fixées par le décret no 61-207 du 25 février 1961, modifié par le décret no 91-419 du 6 mai 1991.
Le gouverneur des Invalides est membre de droit du conseil d'administration de l'Institution nationale des Invalides, au titre des représentants de l'État, avec le titre de vice-président. « Nommé pour représenter le président de la République, protecteur tutélaire de l'Institution, auprès des pensionnaires et blessés militaires, hospitalisés aux Invalides, il use de toute son influence pour que leur soit témoignée, en toutes circonstances, la reconnaissance de la Patrie ».
Il est membre de droit du conseil d'administration du musée de l'Armée. Il autorise les diverses manifestations et cérémonies qui se déroulent dans l'enceinte de l'hôtel des Invalides dont notamment la cathédrale Saint-Louis des Invalides. Il réside en l'hôtel des Invalides, ainsi que son secrétariat. S'il meurt en fonction, il peut être inhumé dans le caveau des gouverneurs.
Depuis le 1er août 2017, le gouverneur des Invalides est le général de corps d'armée Christophe de Saint Chamas, qui succède au général d'armée Bertrand Ract-Madoux, démissionnaire en date du 12 mai 2017.

## Liste des gouverneurs des Invalides
Les gouverneurs et commandants des Invalides ont été successivement
- 1670–1678 : François Lemaçon d'Ormoy (d) (mort en 1678)
- 1678–1696 : chevalier André Blanchard de Saint-Martin (d) (1613–1696)
- 1696–1705 : Nicolas d'Orange (1626–1705)
- 1705–1728 : maréchal de camp Alexandre de Boyveau (1646–1727)
- 1728–1730 : Eugène de Beaulieu
- 1730–1738 : Pierre de Vissec (1652–1737)
- 1738–1742 : Joseph de Mornay (1670–1742) également nommé Marnais de la Bastie, chevalier de Saint-André
- 1742–1753 : Jean-Marie Cormier de la Courneuve (1670–1753)
- 1753–1766 : général François d'Azemard (1695–1766)
- 1766–1783 : lieutenant-général Jean Joseph Sahuguet d’Espagnac (1713–1783)
- 1783–1786 : lieutenant-général Charles-Benoît de Guibert (1715–1786)
- 1786–1792 : maréchal de camp Charles de Virot (1727–1794)
- 1793–1796 : Conseil général d'administration
- 1796–1796 : général Arnaud Baville (1757–1813), commandant
- 1796–1797 : général Louis-Adrien Brice de Montigny, commandant
- 1797–1804 : général Jean-François Berruyer (1738–1804), commandant puis nommé gouverneur le 28 août 1803
- 1804–1815 : maréchal Jean Mathieu Philibert Sérurier (1742–1819)
- 1816–1821 : maréchal François Henri de Franquetot, duc de Coigny (1737–1821), mort en fonction
- 1821–1822 : maréchal Louis-Antoine de Lignaud (1755–1832), gouverneur intérimaire de l'hôtel royal des Invalides du 19 mai 1821 au 1er janvier 1822
- 1822–1830 : général Victor de Faÿ (1768–1850)
- 1830–1833 : maréchal Jean-Baptiste Jourdan (1762–1833), mort en fonction
- 1833–1842 : maréchal Bon Adrien Jeannot de Moncey, duc de Cornegliano (1754–1842)
- 1842–1847 : maréchal Nicolas Charles Oudinot, duc de Reggio (1767–1847), mort en fonction
- 1847–1848 : maréchal de France Gabriel Jean Joseph Molitor (1770–1849)
- 1848–1852 : S.A.I. le prince Jérôme Napoléon (1784–1860)
- 1852–1853 : général de division Jean-Thomas Arrighi de Casanova (1778–1853), mort en fonction
- 1853–1863 : maréchal de France Philippe Antoine d'Ornano (1784–1863), mort en fonction
- 1863–1870 : général de division Anatole de la Woestine (1786–1870), sénateur du Second Empire; mort en fonction
- 1870–1871 : général de division Edmond-Charles de Martimprey[3] (1808–1883), sénateur du Second Empire
- 1871–1891 : général Louis Sumpt (d) (1816–1891), commandant
- 1891–1902 : général de brigade Paul-Édouard Arnoux (d) (1822–1902), commandant
- 1912–1920 : général de division Gustave Léon Niox[a] (1840–1921), commandant
- 1920–1923 : général de brigade Gabriel Malleterre[b] (1858–1923), commandant, mort en fonction
- 1924–1944 : général de brigade Augustin Eugène Mariaux[c] (1864–1944), commandant puis gouverneur en 1941, mort en fonction
- 1944–1944 : général de brigade Guy Pinon (d)[d] (1888–1947)
- 1944–1951 : général de division Antoine Rodes[e] (1870–1951), mort en fonction
- 1951–1960 : général d'armée aérienne Jean Houdemon[f] (1885–1960), mort en fonction
- 1961–1962 : général de division André Kientz[g] (1896–1962), mort en fonction
- 1962–1964 : général de corps d'armée Raoul Magrin-Vernerey[h] (1892–1964), mort en fonction
- 1er septembre 1964 – 30 mars 1973 : général de brigade Jacques de Grancey (d)[i] (1893–1973), mort en fonction
- 15 juillet 1973 – 14 juillet 1991 : général d'armée Gabriel de Galbert[j] (1912–2001)
- 15 juillet 1991 – 31 décembre 1996 : général d'armée Maurice Schmitt[k],[l] (1930)
- 1er janvier 1997 – 30 juin 2002 : général d'armée Bertrand de Lapresle[m],[n] (1937)
- 1er juillet 2002 – 30 juin 2009 : général d'armée Hervé Gobilliard[o],[p] (ancien commandant du secteur de Sarajevo) (1941)
- 1er juillet 2009 – 31 août 2014 : général d'armée Bruno Cuche[q],[r] (1947)
- 19 septembre 2014 – 22 mai 2017 : général d'armée Bertrand Ract-Madoux[s],[t] (1953)
- Depuis le 1er août 2017 : général de corps d'armée Christophe de Saint Chamas[u],[v] (1959)

- Plaques commémoratives dans la cathédrale Saint-Louis des Invalides
 en l'honneur de gouverneurs ou commandants des Invalides morts en fonction
- Mal de Coigny
1816–1821
- Mal Jourdan
1830–1833
- Gal Arrighi de Casanova
1852–1853
- Mal d'Ornano
1853–1863
- Gal Malleterre
1919–1923